# Hélène Berthaud
Pour les articles homonymes, voir Berthaud.
Pour l’article ayant un titre homophone, voir Hélène Bertaux.
Hélène Berthaud , née Hélène Dubois le 3 avril 1923 à Bourg-en-Bresse et morte le 5 mai 2014 à Lyon, est une résistante française, engagée dans le mouvement Combat, sous le nom de résistance Moineau. Arrêtée sur dénonciation, elle est condamnée à mort et échappe à l'exécution grâce à la Libération.

## Biographie
Hélène Dubois est née le 3 avril 1923 à Bourg-en-Bresse. Son père s'est engagé dans la Première Guerre mondiale, alors qu'il n'a que 17 ans et en reste grand invalide. Elle est l'aînée d'une fratrie de 18 enfants et pratique le rugby,,,.

### Activités de résistance
Elle adhère au mouvement de résistance Combat en 1941 et prend le surnom de Moineau. En novembre 1941, elle effectue sa première mission qui consiste à transporter des documents pour l'organisation clandestine Recrutement, opérations et propagande (ROP). En 1942, elle est agente de liaison à Bourg-en-Bresse, diffuse des tracts et des journaux, puis assure de nombreuses liaisons en bicyclette entre les maquis de l’Ain, de la Saône, de la Loire et du Jura, pour y porter des documents et les consignes de l’État-major. Elle fait partie alors des Mouvements unis de la Résistance (MUR),.
À partir de mai 1944, elle est affectée dans l'organisation Combat à Lyon par Alban Vistel, chef régional des Forces françaises de l'intérieur (FFI). Elle est arrêtée par la Gestapo le 3 août 1944 sur le pont Morand, à la suite d'une dénonciation et emprisonnée à la prison Montluc. Elle est interrogée et torturée pendant dix jours par Klaus Barbie dans les locaux de la Gestapo, place Bellecour, et condamnée à mort par le tribunal militaire allemand le 20 août 1944. Elle échappe de peu à son exécution prévue pour le même jour par la libération de Montluc le 24 août 1944,.

### Après-guerre
A la Libération, Hélène Dubois reprend du service au sein des Groupes francs de résistance. Elle intervient notamment dans le cadre de l’épuration, pour éviter les maltraitances des femmes internées au lycée Edgar Quinet. 
Lorsque la femme qui l'a dénoncée est capturée par des résistants, elle s'oppose à son exécution sans jugement. 
Elle rencontre alors et épouse Rodolphe Berthaud, également ancien résistant. Ils ont trois filles. Rodolphe Berthaud décède accidentellement en 1956.
Après la guerre, elle exerce plusieurs métiers, la confection d'abord puis des emplois administratifs ou encore para-médicaux.
Hélène Berthaud est active au sein de diverses associations issues de la Résistance (les Amur, les CVR, Résistance et Déportation, Maison du Combattant) et apporte régulièrement témoignage au Centre d’histoire de la Résistance et de la Déportation et dans les écoles. 
Elle décède le 5 mai 2014.

## Vie personnelle
Hélène Berthaud était l'aînée d'une famille de dix-huit enfants. Elle était veuve du résistant Rodolphe Berthaud et mère de trois filles.

## Décorations
- Officier de la Légion d'honneur en mars 2013[3]
- Croix de guerre 1939–1945[7]
- Médaille de la Résistance française par décret du 03 janvier 1946[7]
- Croix du combattant volontaire de la Résistance[5]

## Hommages
- La 44ème promotion (2014/2015) de l'Institut régional d'administration de Lyon a choisi d'honorer sa mémoire en prenant son nom[réf. nécessaire]

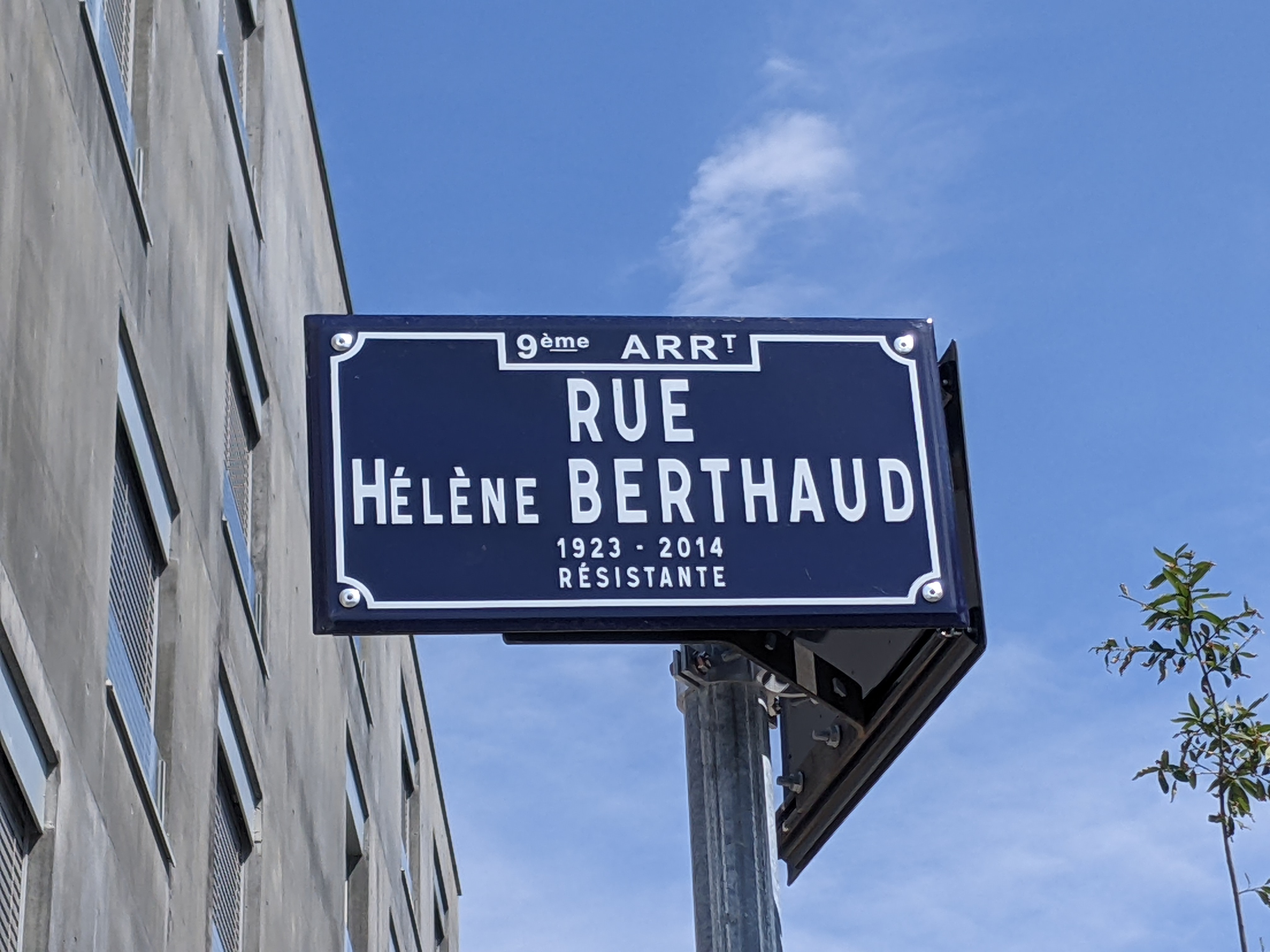
Panneau Rue Hélène Berthaud, Lyon

- Une rue du 9e arrondissement de Lyon porte son nom depuis 2018[8]